# سیارک ۴۱۸۸
سیارک ۴۱۸۸ (به انگلیسی: 4188 Kitezh، نامگذاری:1979HX4) چهار هزار و صد و هشتاد و هشتمین سیارک کشف شده‌است که در ۲۵ آوریل ۱۹۷۹ کشف شد.
قدر مطلق سیارک برابر ۱۲٫۷۰ است.